# Ерм (Нідерланди)
Ерм (нід. Erm) — село в нідерландській провінції Дренте. Входить до муніципалітету Куворден.
Його площа становить 0,84 км², а населення станом на 2021 рік складало 80 осіб.